# Berengarius van Namen
Berengarius van Namen (ca. 890 - 946) werd in 908 vermeld als graaf van de Lommegouw, dat nadien Namen zou worden genoemd. Zijn ouders zijn onbekend maar hij was een verwant van Berengarius I van Friuli, wiens vader uit Cysoing afkomstig was. Hij was gehuwd met een dochter van de Henegouwse graaf Reinier I van Henegouwen. Hij steunde zijn zwager Reinier II van Henegouwen tegen diens broer Giselbert II van Maasgouw, die dus ook zwager van Berengarius was.
Mogelijk was Berengarius vader van Robert I van Namen.